# 消費者直接取引
消費者直接取引 (英: direct-to-consumer、DTC、D2C）とは、中間流通業者を通さずに、自社のECサイトを通じて製品を顧客に直接販売すること。 直接販売の一形態。
一部のD2Cブランドは、クリック・アンド・モルタルビジネスモデルでECサイトに加えて、物理的な小売スペースも開設している。 

## 歴史
直接販売は、1990年代後半のドットコムバブルの時期に人気が出始め、主にインターネットを介して消費者に製品やサービスを販売するオンライン小売業者を指すために使用され始めた。 
2000年代後半から米国を中心に、スタートアップ企業が展開するビジネスモデルとして勃興してきた。この勃興の背景には、ソーシャルメディアの広がりにより効率的な顧客の獲得が可能となったこと、3DプリンタやCADなど製造に関するツールが進化したこと、中国やインドを中心とした海外製造業者を使用したサプライチェーンが進化し、小ロットから安価で発注できる製造業が発達してきたこと、新しいブランドを欲しているミレニアル世代の嗜好が顕著になってきたことなどがあげられる。
小売を介さずにメーカーが直接消費者と繋がるため、消費者の購買状況や利用状況、嗜好など様々なデータをメーカー側が収集して分析し、短いスパンで商品開発のPDCAをまわすことで売れる商品を売れる数だけ作るよう予測することが可能になった。

## 長所と短所

### メリット
- 消費者直接取引の主な利点は、顧客に焦点を当てていることである。これにより、ブランド・ロイヤルティが強化される。この形態の取引では顧客との良好な関係が必要であり、取引を通じてより多くの忠実な顧客をもたらし、高い継続レベルが維持される[6]。
- 消費者直接取引は、従業員、購入コスト、郵送確認コスト、レンタル、実店舗の設立など、取引を行うのに準備が必要なものの数を削減したため、実店舗に比べてコストが低くなる[7] 。
- 消費者直接取引モデルは、世界中の膨大な数のオーディエンスに、より簡単にリーチし、境界のない世界中のマーケットプレイスにアクセスできる[8]。 このコンセプトは、従来は間に入っていた中間流通業者を排除している。
- さらに、在庫、出荷などのビジネストランザクションを複雑に記録する必要がなく、事業管理が容易になる。また、中小企業が大企業と競争できるようになるだけでなく、このモデルを通じてより速く成長することもできるようになった。
- コストが低いため、価格、製品の入手可能性、品質の面で競争力がある[7]。

### リスク
オンラインの消費者直接取引の主なリスクは、下記のようなものがある。
責任リスク
顧客に直接販売することは、卸売業者や小売業者などの流通販売業者が以前、通常は負担していたリスクを自分たちが取ることになる。たとえば、企業は出荷作業、ラベリング、サイバーセキュリティの知識を以前にも増してつける必要がある。
サイバーセキュリティリスク
直接消費者向けECサイトを運営することのリスクとして、消費者のデータを処理する際の機密性が挙げられる。特にオンラインビジネスでは、データのプライバシーとセキュリティが優先事項の1つとなっている。主な懸念事項は、セキュリティ事故に遭遇する確率が高くなることに加え、個人データの漏洩や売買などが問題となる。
複雑なサプライチェーンの拡大
ECサイトを運営すると、サプライチェーン自体の複雑さが増し、困難をもたらす可能性がある。たとえば、ビジネスをB2Bから直接消費者に変更するということは、少数の流通業者だけに販売するのではなく、多くの個人顧客に製品を販売する必要があることを意味する。これは、販売者が、顧客の玄関先への製品配送にまで責任を持つことを意味する。これにより、流通チェーンが複雑になり、追加のリスクが発生する可能性がある 。

## B2C導入イニシアチブの実施で直面した課題
- 組織改革：従来のビジネスからB2C eコマースへの移行を成功させるには、抜本的な組織改革が必要である[10]。
- ビジネスの再設計：従来の企業がB2C eコマースに移行して成功するための最大の課題の1つは、既存のプロセスを再設計して合理化し、新しいビジネスのやり方に適合させることである[11]。
- システム統合の複雑さ：さらに、B2C eコマースでは、企業のビジネスだけでなく、サプライチェーン・パートナーのビジネスを代表するさまざまなシステムを統合する必要がある。
- 購買意欲を高める：ウェブサイトへの集客は、成功の半分に過ぎない、B2Cサイトの成功が決まるのは購入後だからだ[12]。この課題は、さまざまな方法で達成することができる：ソーシャルメディアや商品ページでの動画コンテンツ[13]、電子メール、ウェブサイト上のバナーなどの広告。
- テクノロジーとビジネス・ニーズのマッチングの難しさ：テクノロジーを持つことと、それを正しく使うことには大きな違いがある。多くの有名なeビジネス企業が直面している課題のひとつは、テクノロジーをビジネス・ニーズに合致させることである[14][15]。
- 顧客ロイヤルティの構築：顧客との関係を管理することは、おそらく最も重要な仕事のひとつであり、次のような方法で達成することができる：

1. パーソナライゼーション；
2. 使いやすいカスタマーサービス・システムの構築；
3. サイトの使いやすさ。

## 実際の消費者直接取引モデル
米国を主体とするD2Cサービス例
- Bonobos（男性衣料 / 2007年）
- Warby Parker（メガネ / 2010年）
- Dollar Shave Club（カミソリ / 2012年）
- Casper（マットレス / 2013年）
- LeTote（女性衣料）
- ThirdLove（女性衣料）
- ScentBird（香水）
- Glossier（化粧品 / 2010年）
- Peloton（家庭用エアロバイク / 2012年）
- Quip（電動歯ブラシ / 2014年）
- HARRY’S Edgewellk（カミソリ / 2013年）

日本国内のD2Cサービス例
- knot（腕時計 / 2014年）
- FABRIC TOKYO（スーツ / 2012年）
- Factelier（衣料 / 2012年）
- BULK HOMME（男性用化粧品 / 2013年）
- feast（女性衣料 / 2015年）
- SAKE100（日本酒 / 2018年）
- snaq.me（菓子 / 2015年）
- Minimal（チョコレート / 2014年）
- BASE FOOD（食品 / 2016年）
- Sobagni（カバン / 2021年）